# Худолаз
Худолаз (рос. Худолаз, башк. Төйәләҫ) — річка у Росії, що протікає на Південному Уралі, права притока річки Урал. Протікає територією Башкортостану та Челябінської області. Довжина — 81 км.

## Географія
Річка бере початок на схилах хребта Ірендик Південного Уралу (Баймацький район Башкортостану) та впадає в річку Урал на території Кизильського району Челябінської області. На річці, за 15 км від міста Сібай, розташована пам'ятка природи — трьохкаскадний водоспад Гадельша (Ібрагімовський). 